# Прем'єр-міністр Марокко
Прем'єр-міністр Марокко — глава уряду королівства Марокко. Прем'єр-міністра призначає король Марокко. Чинним прем'єр-міністром з 29 листопада 2011 року є Аделіла Бенкіран.

## Список прем'єр-міністрів

### Французький протекторат Марокко (1955–1956)
- 1 Мбарек Сі Беккай — 7 грудня 1955 — 2 березня 1956

### Султанат Марокко (1956–1957)
- 1 Мбарек Сі Беккай — 2 березня 1956 — 14 серпня 1957

### Королівство Марокко (з 1957 року)
- 1 Мбарек Сі Беккай — 14 серпня 1957 — 12 травня 1958
- 2 Ахмед Балафредж — 12 травня 1958 — 16 грудня 1958
- 3 Абдалла Ібрагім — 16 грудня 1958 — 20 травня 1960
- Пряме королівське правління Мухаммеда V — 20 травня 1960 — 26 лютого 1961
- Пряме королівське правління Хасана II — 26 лютого 1961 — 13 листопада 1963
- 4 Ахмед Бахніні — 13 листопада 1963 — 7 червня 1965
- Пряме королівське правління Хасана II — 7 червня 1965 — 7 липня 1967
- 5 Мохамед Бенхіма — 7 липня 1967 — 6 жовтня 1969
- 6 Ахмед Ларак — 6 жовтня 1969 — 6 серпня 1971
- 7 Мохаммед Карим Ламрані — 1919 — 6 серпня 1971 — 2 листопада 1972
- 8 Ахмед Осман — 2 листопада 1972 — 22 березня 1979
- 9 Маат Буабід — 22 березня 1979 — 30 листопада 1983
- (7) Мохаммед Карим Ламрані — 30 листопада 1983 — 30 вересня 1986
- 10 Азеддін Ларакі — 30 вересня 1986 — 11 серпня 1992
- (7) Мохаммед Карим Ламрані — 11 серпня 1992 — 25 травня 1994
- 11 Абдуллатіф Філалі — 25 травня 1994 — 4 лютого 1998
- 12 Абдеррахман Юссуф — 4 лютого 1998 — 9 жовтня 2002
- 13 Дріс Жетту — 9 жовтня 2002 — 19 вересня 2007
- 14 Аббас Ель-Фассі — 19 вересня 2007 — 29 листопада 2011
- 15 Аделіла Бенкіран — з 29 листопада 2011 – 17 березня 2017
- 16 Саадеддін Отмані: з 17 березня 2017 – 7 жовтня 2021
- 17 Азіз Аханнуш: 7 жовтня